# New Johnsonville
New Johnsonville es una ciudad ubicada en el condado de Humphreys en el estado estadounidense de Tennessee. En el Censo de 2010 tenía una población de 1.951 habitantes y una densidad poblacional de 106,38 personas por km².

## Geografía
New Johnsonville se encuentra ubicada en las coordenadas 36°0′59″N 87°58′10″O / 36.01639, -87.96944. Según la Oficina del Censo de los Estados Unidos, New Johnsonville tiene una superficie total de 18.34 km², de la cual 13.74 km² corresponden a tierra firme y (25.07%) 4.6 km² es agua.

## Demografía
Según el censo de 2010, había 1.951 personas residiendo en New Johnsonville. La densidad de población era de 106,38 hab./km². De los 1.951 habitantes, New Johnsonville estaba compuesto por el 0.1% blancos, el 0.92% eran afroamericanos, el 0.82% eran amerindios, el 0.1% eran asiáticos, el 0.05% eran isleños del Pacífico, el 1.13% eran de otras razas y el 1.64% pertenecían a dos o más razas. Del total de la población el 2.61% eran hispanos o latinos de cualquier raza.